# حزب الرؤية الوطنية (ليبيريا)
حزب الرؤية الوطنية الليبيرية هو حزب سياسي في ليبيريا. قدم الحزب مرشحين في انتخابات 11 أكتوبر 2005.
وفاز مرشح الحزب جورج قيادي بنسبة 0.4٪ من الأصوات في الانتخابات الرئاسية. فشل الحزب في الفوز بأي مقاعد في مجلس الشيوخ أو مجلس النواب.